# Земля Війська Донського
Земля Війська Донського — військова територіальна одиниця донських козаків у Російській імперії у 1786—1870 роках. Значну частку населення становили українці.
Утворена 22 травня 1786 року з Донського козацького війська.
Центр — Черкаськ (сучасна станиця Старочеркаська). 1805 року отаман Матвій Платов заснував Новочеркаськ, що став 1806 року земським центром.
1802 року замість 11 розшукових начальств земля Війська Донського була розділена на 7 округів й особливе адміністративне утворення Калмицькі кочів'я.
Список округів Землі Війська Дінського на 1802 рік:
1. Черкаський — окружной центр місто Черкаськ;
2. Перший Дінський — окружний центр станиця Ведерниковська;
3. Другий Дінський — окружний центр станиця Верхньо-Чирська;
4. Усть-Медведицький — окружний центр станиця Усть-Медведицька;
5. Хоперський — окружний центр станиця Алексієвська;
6. Донецький — окружний центр станиця Кам'янська; у Донецькому окрузі існувало лише 6 козацьких станиць, а решту складали слободи й села заселені, переважно, переселенцями з України;
7. Міуський — окружний центр слобода Голодаївка; у Міуському окрузі не було козацьких станиць, а лише слободи й села, що належали донським урядникам з, переважно, українським населенням.[3][4]

21 травня 1870 року було утворено Область Війська Донського.

## Населення
За працею російського військового статистика Олександра Ріттіха «Племенной состав контингентов русской армии и мужского населения Европейской России» 1875 року частка українців серед чоловіків призовного віку повіту становила 31,19 %, росіян — 66,32 %.